# Lefkandi

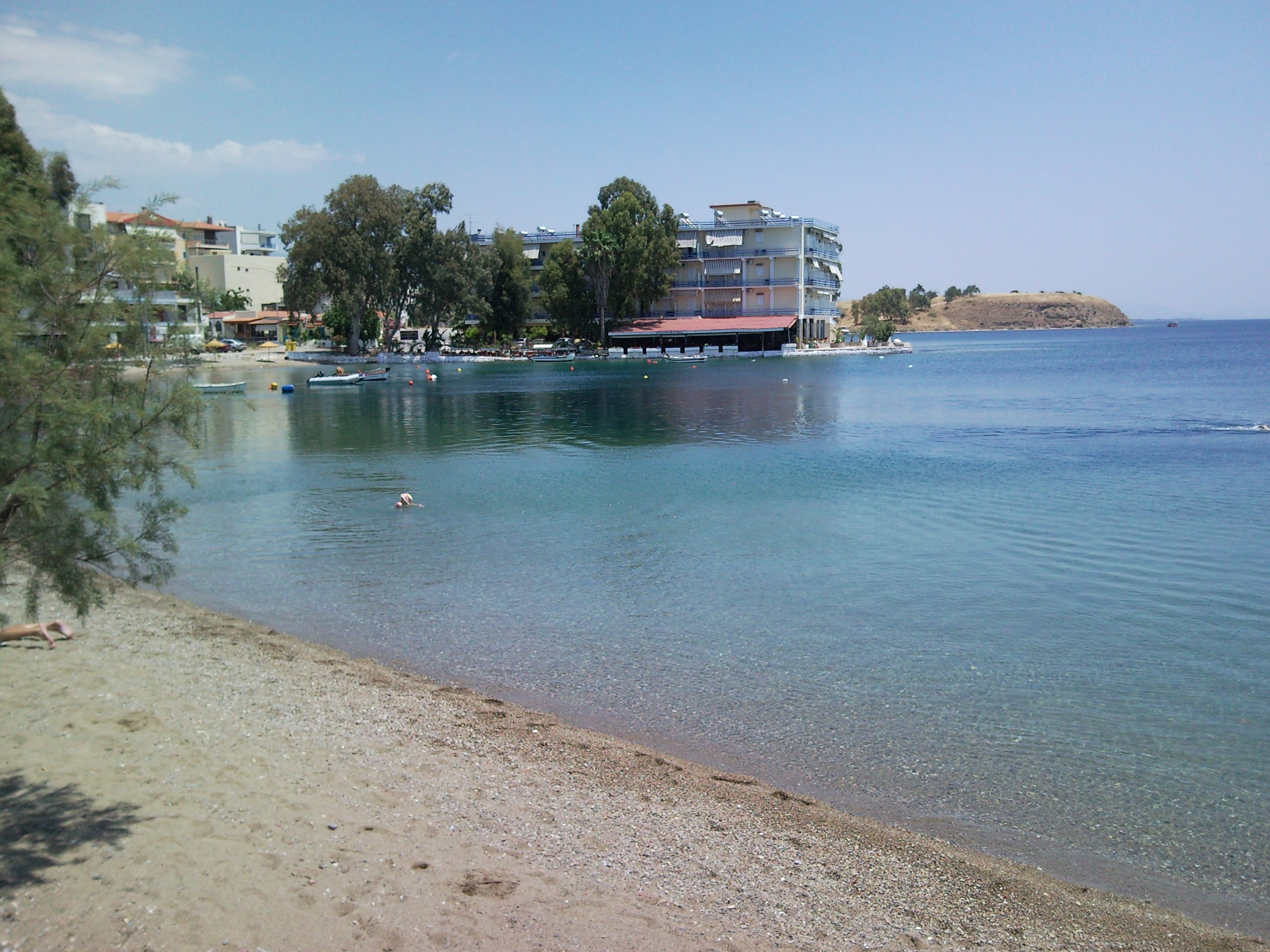
Plaża w Lefkandi z widocznym w dali przylądkiem Kseropolis

Lefkandi (ngr. Λευκαντί) – miejscowość na zachodnim wybrzeżu wyspy Eubea; stanowisko archeologiczne. 
Położony przy szlaku prowadzącym z Chalkidy do Eretrii pierwszy kurort z plażą. Odległy ok. 2 km od Vasilikó, gdzie zachowały się dawne weneckie wieże obronne. Miejsce znane jest przede wszystkim ze znalezisk archeologicznych na przylądku Kseropolis, gdzie odkryto szereg cmentarzysk oraz pochówków datowanych od wczesnej epoki brązu po okres archaiczny.
Od końca III tysiąclecia do połowy VIII wieku p.n.e. był to ważny ośrodek osadniczy, a następnie miejski, który szczególnie zyskał na znaczeniu w okresie mykeńskim (XIV-XIII w. p.n.e.). Ówczesna jego nazwa nie jest znana. Upadkowi i opuszczeniu uległ dopiero ok. 700 lub ok. 750 p.n.e., po zniszczeniach podczas wojny lelantyńskiej toczonej pomiędzy Chalkidą i Eretrią o żyzną równinę w dorzeczu rzeki Lelas (gr. Λήλας). 

## Heroon

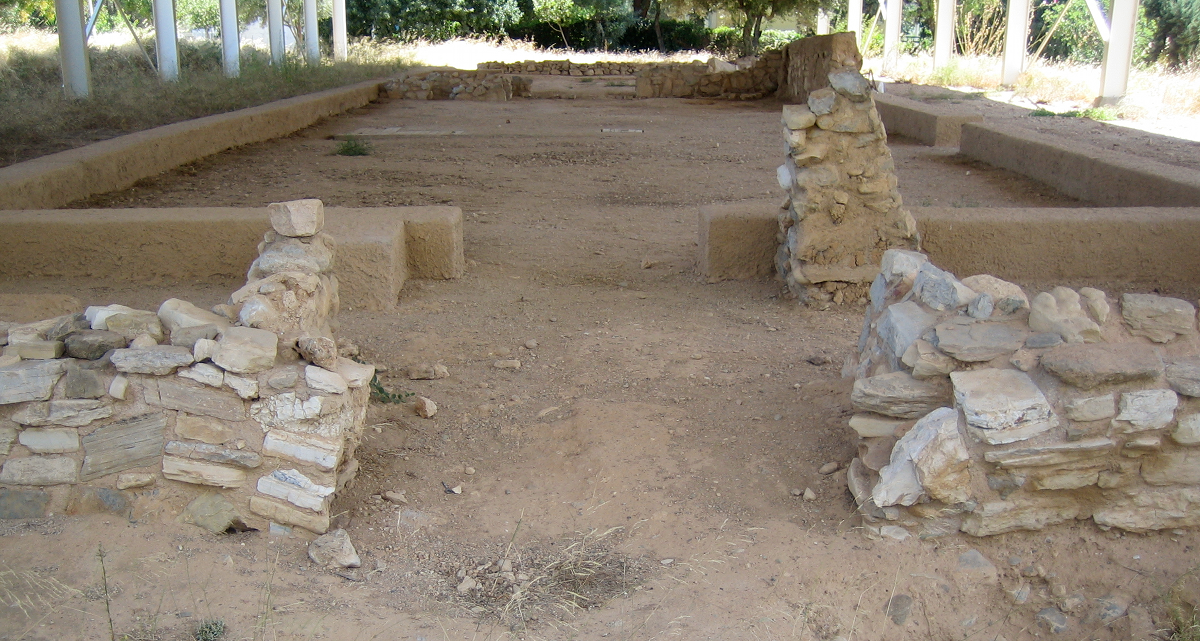
Pozostałości heroonu

Do szczególnie znaczących znalezisk należą pozostałości okazałej konstrukcji z okresu tzw. wieków ciemnych. Obiekt ten, o powierzchni niemal 500 m², był najpewniej rezydencją władcy, którą następnie przekształcono z miejsce kultu lokalnego herosa. Stąd badacze umownie określają to odkryte w 1981 r. miejsce jako heroon datowany na ok. 1000 p.n.e.
Budowla typu megaronu o znacznych rozmiarach (odkryta część ma wymiary 47 x 10 m), składała się z przedsionka, pomieszczenia głównego i apsydy. Wewnątrz (w pomieszczeniu głównym) znaleziono bogato wyposażone groby szybowe, w których pochowano wojownika, kobietę i cztery konie. Ciało mężczyzny zostało poddane kremacji, całość pochówków nakryta kopcem. Badacze wysnuli hipotezę, że zmarli byli parą królewską. Po ich pochówku pałacową siedzibę zniszczono i przysypano tumulusem, przy którym później umieszczano groby należące prawdopodobnie do lokalnej elity. 
Z miejscowych pochówków w Tumba pochodzi m.in. wyjątkowe znalezisko glinianej figurki centaura – najwcześniejsze znane jego plastyczne przedstawienie w sztuce greckiej. Znalezione w dwu częściach w osobnych pochówkach, najpewniej jest przedstawieniem mitycznego Chirona) i stanowi eksponat muzeum w Eretrii. Natomiast stosunkowo bogate wyposażenie pochodzące z heroonu i innych pochówków w Lefkandi, dostarcza przekonujących dowodów na kontakty utrzymywane z Cyprem, Egiptem i Syrią w „ciemnych” latach 1000-800 p.n.e., uważanych za okres izolacji i materialnego zubożenia.